# Bakı Futbol Klubu
Il Bakı Futbol Klubu, noto come FK Baku, è stata una società calcistica azera della città di Baku, dove fu fondata nel 1997. Sciolto nel 2018, il club disputava le partite casalinghe allo Stadio Tofiq Bəhramov.

## Rosa delle stagioni precedenti
- 2013-2014

## Palmarès

### Competizioni nazionali
- Campionato azero: 2

2005-2006, 2008-2009
- Coppa d'Azerbaigian: 3

2004-2005, 2009-2010, 2011-2012

### Altri piazzamenti
- Campionato azero:

Secondo posto: 1997-1998, 2009-2010
Terzo posto: 2006-2007
- Coppa d'Azerbaigian:

Semifinalista: 1998-1999, 2000-2001, 2008-2009, 2010-2011, 2012-2013

## FK Baku nelle Coppe europee
| Stagione | Torneo           | Turno          | Nazione               | Club             | Andata | Ritorno       | Totale |
| -------- | ---------------- | -------------- | --------------------- | ---------------- | ------ | ------------- | ------ |
| 1998-99  | Coppa UEFA       | 1° preliminare | Romania (bandiera)    | FC Argeş Piteşti | 0-2    | 1-5           | 1-7    |
| 2005-06  | Coppa UEFA       | 1° preliminare | Slovacchia (bandiera) | MŠK Žilina       | 1-0    | 1-3           | 2-3    |
| 2006-07  | Champions League | 1° preliminare | Georgia (bandiera)    | Sioni Bolnisi    | 1-0    | 0-2           | 1-2    |
| 2007     | Coppa Intertoto  | 1º turno       | Moldavia (bandiera)   | Dacia Chişinău   | 1-1    | 1-1 (dcr 1-3) | 3-5    |
| 2009–10  | Champions League | 2° preliminare | Lituania (bandiera)   | Ekranas          | 4-2    | 2-2           | 6-4    |
|          |                  | 3° preliminare | Bulgaria (bandiera)   | Levski Sofia     | 0-0    | 0-2           | 0-2    |